# Frithjof Ulleberg
Frithjof Melchior Blumer Ulleberg (ur. 10 września 1911 w Oslo, zm. 31 stycznia 1993 tamże) – piłkarz norweski grający na pozycji pomocnika. W swojej karierze rozegrał 14 meczów w reprezentacji Norwegii.

## Kariera klubowa
W swojej karierze piłkarskiej Ulleberg grał w klubie Lyn Fotball.

## Kariera reprezentacyjna
W reprezentacji Norwegii Ulleberg zadebiutował 26 lipca 1936 roku wygranym 4:3 towarzyskim meczu ze Szwecją, rozegranym w Sztokholmie. W 1936 roku zdobył z Norwegią brązowy medal na igrzyskach olimpijskich w Berlinie. W 1938 roku został powołany do kadry na mistrzostwa świata we Francji, na których nie wystąpił. W kadrze narodowej od 1936 do 1937 roku rozegrał 14 spotkań.